# Överlännäs kyrka
Överlännäs kyrka är en kyrkobyggnad i Överlännäs. Den är församlingskyrka i Överlännäs församling i Härnösands stift. Vid västra sidan utanför bogårdsmuren står en klockstapel som byggdes vid slutet av 1700-talet eller början av 1800-talet. Vid en restaurering 1891 byggdes stapeln om och den stora klockan installerades. Lillklockan skänktes till kyrkan år 1770.

## Kyrkobyggnaden
Kyrkan har en rektangulär form med måtten 19 X 11 meter och ett brant sadeltak som är belagt med kyrkspån. Kyrkan uppfördes någon gång under medeltiden. Exakta tidpunkten är okänd eftersom gamla viktiga handlingar förstördes när prästgården brann år 1835. Man tror att kyrkan uppfördes någon gång under 1200-talet eller 1300-talet. Under senare delen av 1400-talet försågs innertaket med stjärnvalv. Troligen utvidgades kyrkan på 1700-talet då norra och västra murarna flyttades cirka 2 meter.

## Inventarier
- Predikstolen och altaruppsatsen är från slutet av 1700-talet och troligen tillverkade av Johan Edler d.ä.
- Två altartavlor finns i kyrkan. Den övre är målad på 1600-talet av fransmannen le Sueur. Den nedre målades av G. Ekblom.
- Dopfunten av gotländsk sandsten är en gåva av flickscouter och församlingsbor i Lökomsområdet.